# Regina Branner
Regina Branner, född 5 september 1931, död 21 februari 2017, var en friidrottare från Österrike. Hon deltog vid olympiska sommarspelen 1956.